# Paul van den Berg
Pour les articles homonymes, voir van den Berg.
Paul van den Berg est un footballeur belge né le 11 octobre 1936 à Saint-Gilles (Bruxelles).

## Biographie
Natif de Saint-Gilles, Paul van den Berg est naturellement formé dans les équipes de jeunes de l'Union Saint-Gilloise. Il est affilié à ce club à partir du 26 février 1949, et joue dans l'équipe première de 1954 à 1965. Doté d'une technique individuelle exceptionnelle, il incorpore l'équipe première à 18 ans pour ne plus la quitter par la suite. Clubman par excellence, il refuse d'abandonner son équipe en 1963 lorsque celle-ci bascule en division 2 et l'aide à réintégrer la première division dès la saison suivante.
Paul van den Berg quitte l'Union pour rejoindre le Standard de Liège en 1965. Il y joue 40 matchs et marque 5 buts en deux saisons. 
En 1967, il est transféré au Sporting Anderlecht. Il dispute 14 matchs sous le maillot mauve et est champion de Belgique en 1968. 
Paul van den Berg effectue également une carrière importante au sein des Diables Rouges : il inscrit 16 buts en 38 matchs pour le compte de la sélection nationale. Il est à ce jour, l'Unioniste le plus capé en équipe nationale belge.

## Palmarès
- Champion de Belgique en 1968 avec le RSC Anderlecht